# Deutsche Tiernahrung Cremer

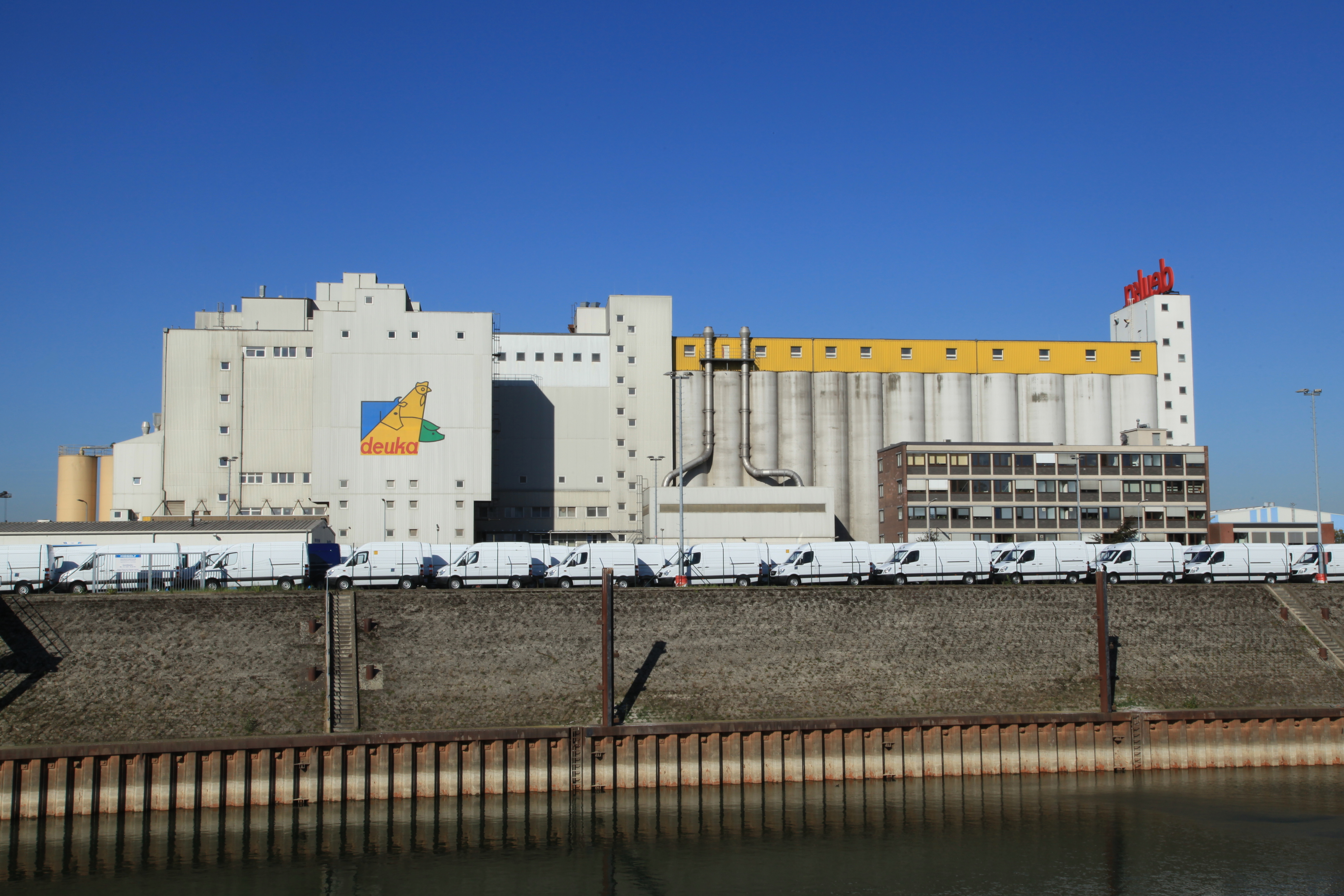
Zentrale von Deutsche Tiernahrung Cremer am Mischfutterwerk in Düsseldorf.

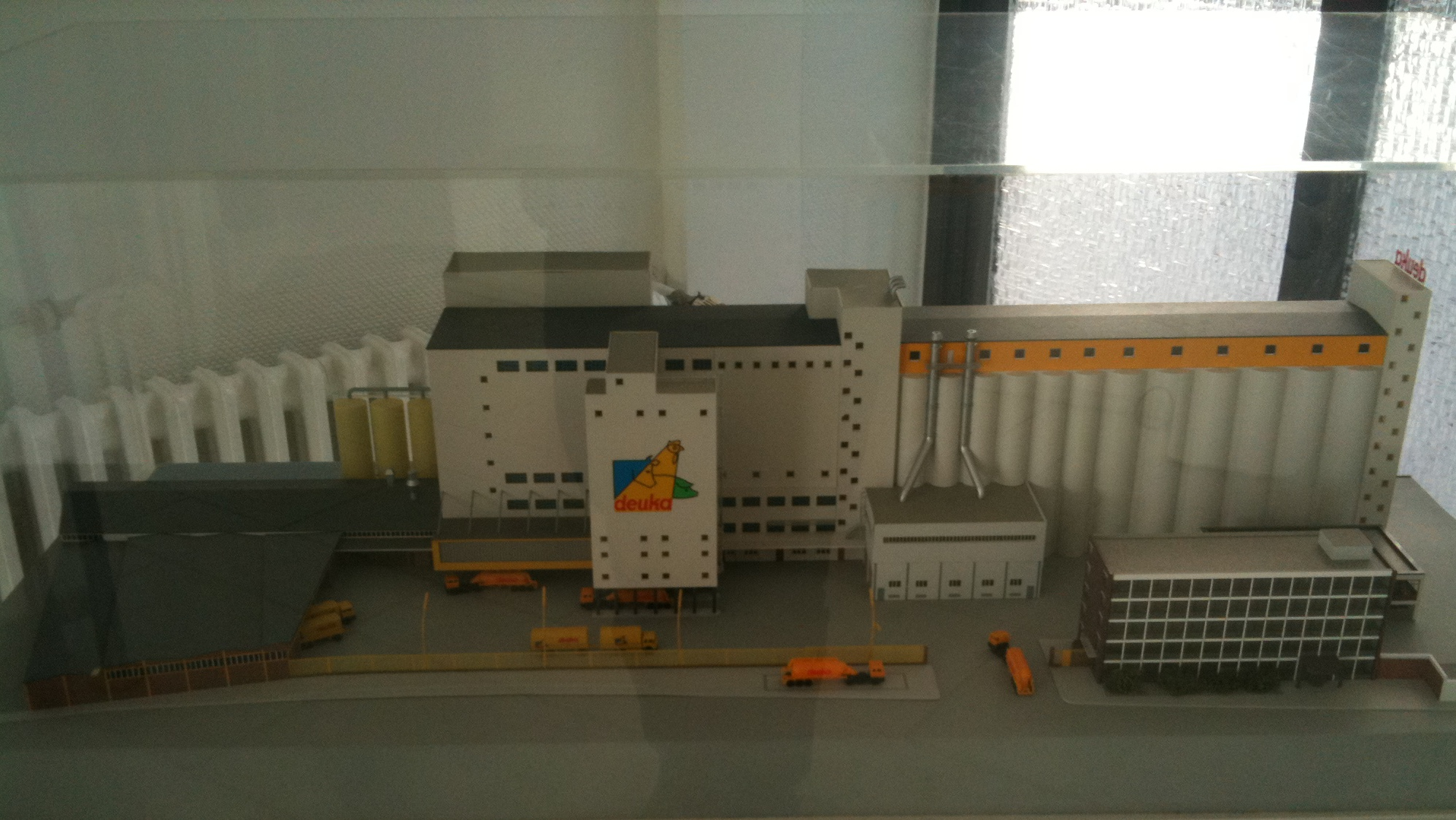
Werk Düsseldorf als Modellbau

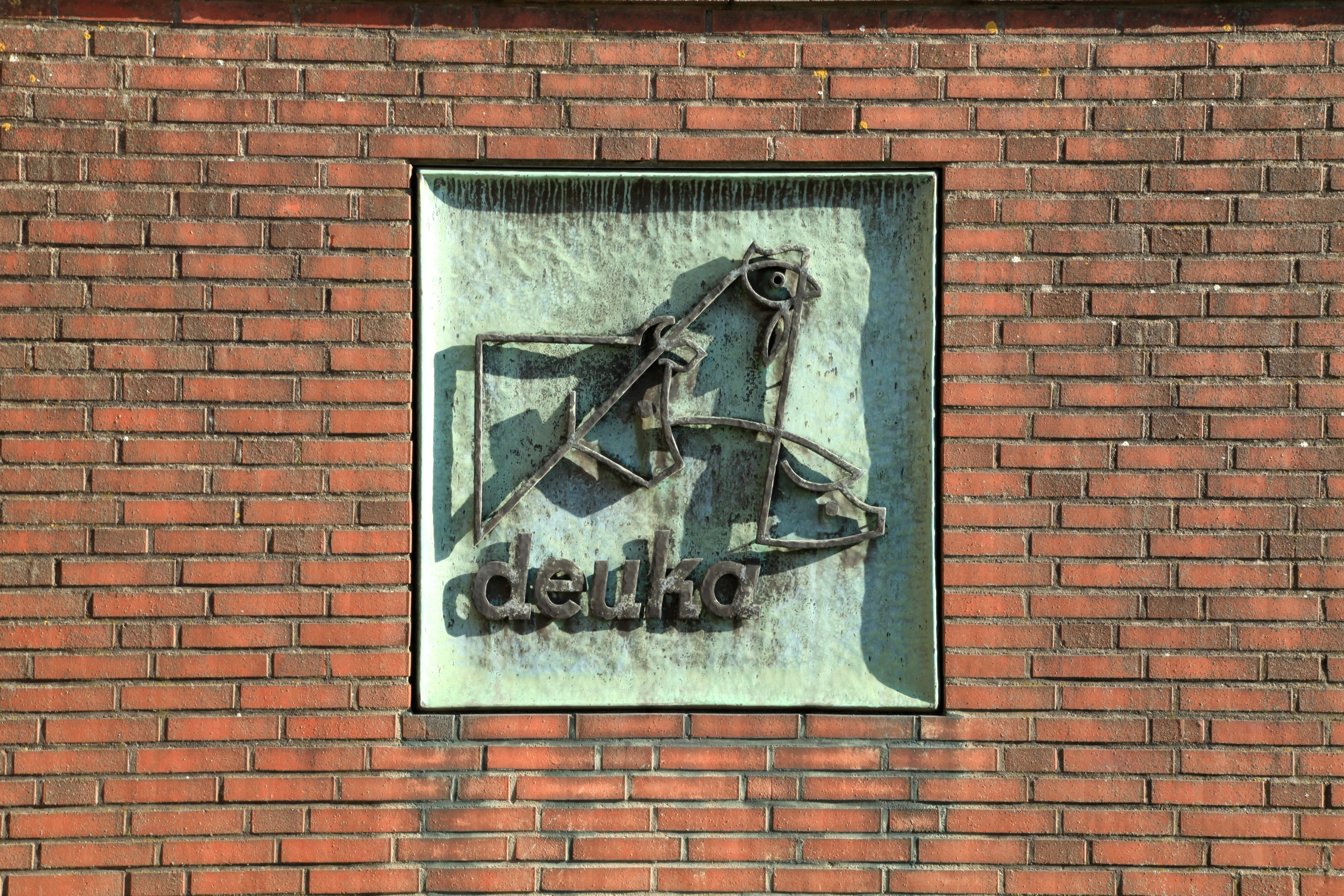
Bronzerelief mit Markenlogo deuka am Gebäude Weizenmühlenstraße 20 in Düsseldorf

Die Deutsche Tiernahrung Cremer GmbH & Co. KG ist ein Hersteller von Mischfutter mit Sitz in Düsseldorf. Das Unternehmen ist seit 2007 der Zusammenschluss der Gesellschaften deuka Deutsche Tiernahrung GmbH & Co. KG und Cremer Futtermühlen GmbH unter dem Dach der Cremer-Gruppe. Heutige Konzernmutter ist die Handelsgesellschaft Peter Cremer m.b.H., Hamburg.
Die Unternehmensteile arbeiten im Mischfuttervertrieb getrennt. Die Marken sind deuka (ehemals deuka Deutsche Tiernahrung GmbH & Co. KG) sowie Club und Nordkraft (ehemals Cremer Futtermühlen GmbH). Die Marken Reco und Rekord werden nicht mehr verwendet. Im Pferdefutterbereich ist die Marke deukavallo bekannt.
Die 15 Mischfutterwerke des Unternehmens liegen in Bramsche, Bremen, Düsseldorf, Emden, Erfurt, Herzberg, Höltinghausen, Könnern, Mannheim, Neuss, Plochingen, Heilbronn, Wildeshausen und Regensburg. Die jährliche Mischfutterproduktion beträgt 2,3 Mio. t. Somit ist die Deutsche Tiernahrung Cremer Deutschlands größter privater Mischfutterhersteller.

## Tochterunternehmen
Seit dem 1. Januar 2008 ist die Gesellschaft für Tierernährung mbH (GfT) eine Tochter der Deutschen Tiernahrung Cremer GmbH & Co. KG. Ihre Marken sind Gelamin und Brockmanns. Das Unternehmen geht zurück auf die 1880 gegründete Firma M. Brockmann GmbH & Co., die der GfT 1971 angegliedert wurde. Heute stellt sie vor allem Heimtierfutter her. Das Unternehmen GfT wurde 1969 gegründet.

## Produkte
Mit dem Opticon-Verfahren wurde ein patentiertes Verfahren entwickelt, das zur Herstellung von pansenbeständigem Protein dient. Dabei werden im Vergleich mit anderen Verfahren die Aminosäuren weniger beschädigt. Zudem soll ein für den optimalen Verdauungsvorgang zu hoher Anteil „geschützter Komponenten“ verhindert und die Schmackhaftigkeit insbesondere für Milchkühe erhöht werden. Anwendung findet dieses Verfahren auch in der Ferkelfutterproduktion. Produkte dieses Verfahrens werden weltweit auch an Wettbewerber des Mischfuttermarktes abgegeben.
Zudem stehen verschiedene Starterfutter für Milchkühe zur Verfügung, die durch einen Gehalt von 8 % Propylenglycol den Kühen hochenergetisches und schmackhaftes Futter bieten und Ketosen verhindern sollen.<refname="Futterherstellung"/>

Ehemaliges Logo der Marke Club
Logo der Marke deuka
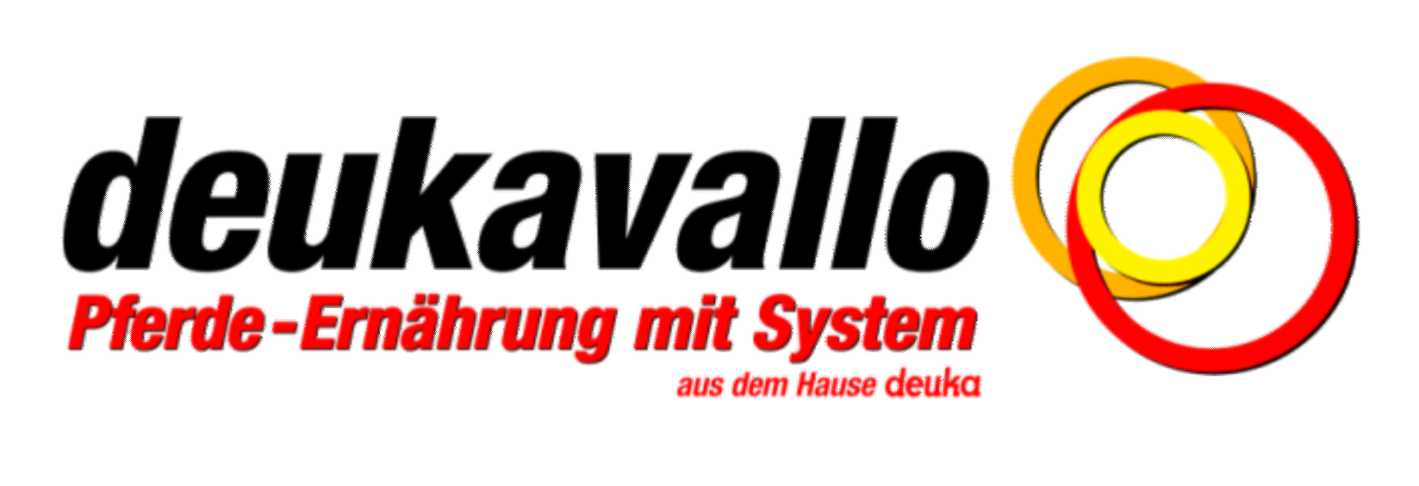
Logo der Pferdefutterschiene
Logo der Marke Nordkraft
Logo der Marke Gelamin
Logo der Marke Brockmanns